# Louise Burgaard
Louise Katharina Vinter Burgaard Madsen, född 17 oktober 1992 i Esbjerg är en dansk handbollsspelare. Burgaard är vänsterhänt och spelar primärt högernia.

## Karriär
Louise Burgaard började att spela handboll i den lilla klubben Vinding SF då hon var omkring fem år. Hon bytte 2006 till Fredericia Håndbold, innan  hon via KIF Vejen kom til Team Tvis Holstebro under sommaren 2011. Efter två år i Team Tvis Holstebro gick hon till Viborg HK 2013. Efter två år i Viborg lämnade hon klubben 2015. Burgaard spelade sedan i FC Midtjylland 4 säsonger innan hon blev utlandsproffs i den franska storklubben Metz Handball 2019. Under 2016 tog hon ledigt från handbollen för att hon haft för hög belastning under många år redan vid 23 års ålder. Burgard vann DM-guld med Viborgs HK 2014 och hon har vunnit danska cupen 2013 och 2015 med Viborgs HK och FC Midtjylland handboll.

### Landslagskarriär
Burgaard har spelat i alla ungdomslandslagen och var med vid U/17-EM år 2009, U/18-VM år 2010 och U/19-EM år 2011 – vid alla tre turneringarna blev hon uttagen till all star team. Hon debuterade i det danska A-landslaget vid GF World Cup 2011. Då Camilla Dalby blev skadad strax före VM-slutspelat samma år, gjorde Burgaard sin mästerskapsdebut även om det var precis innan hon själv drabbades av en skada som hon ådrog sig vid VM-förberedelserna. Skadan var inte allvarlig så hon kunde delta i slutrundan i VM.
Burgard spelade sedan i EM 2012, OS 2012, VM 2013, EM 2014, VM 2015 i Danmark samt i VM 2017. Hon deltog sedan i VM 2019 i Japan, EM 2020 i Danmark, VM 2021 i Spanien och nu senast i EM 2022. Bästa internationella meriten är tre bronsmedaljer med Danmark i VM 2013, VM 2021 och VM 2023 samt silver i EM 2022.
Vid VM 2023 blev hon uttagen i All Star Team.